# Arka Bożek

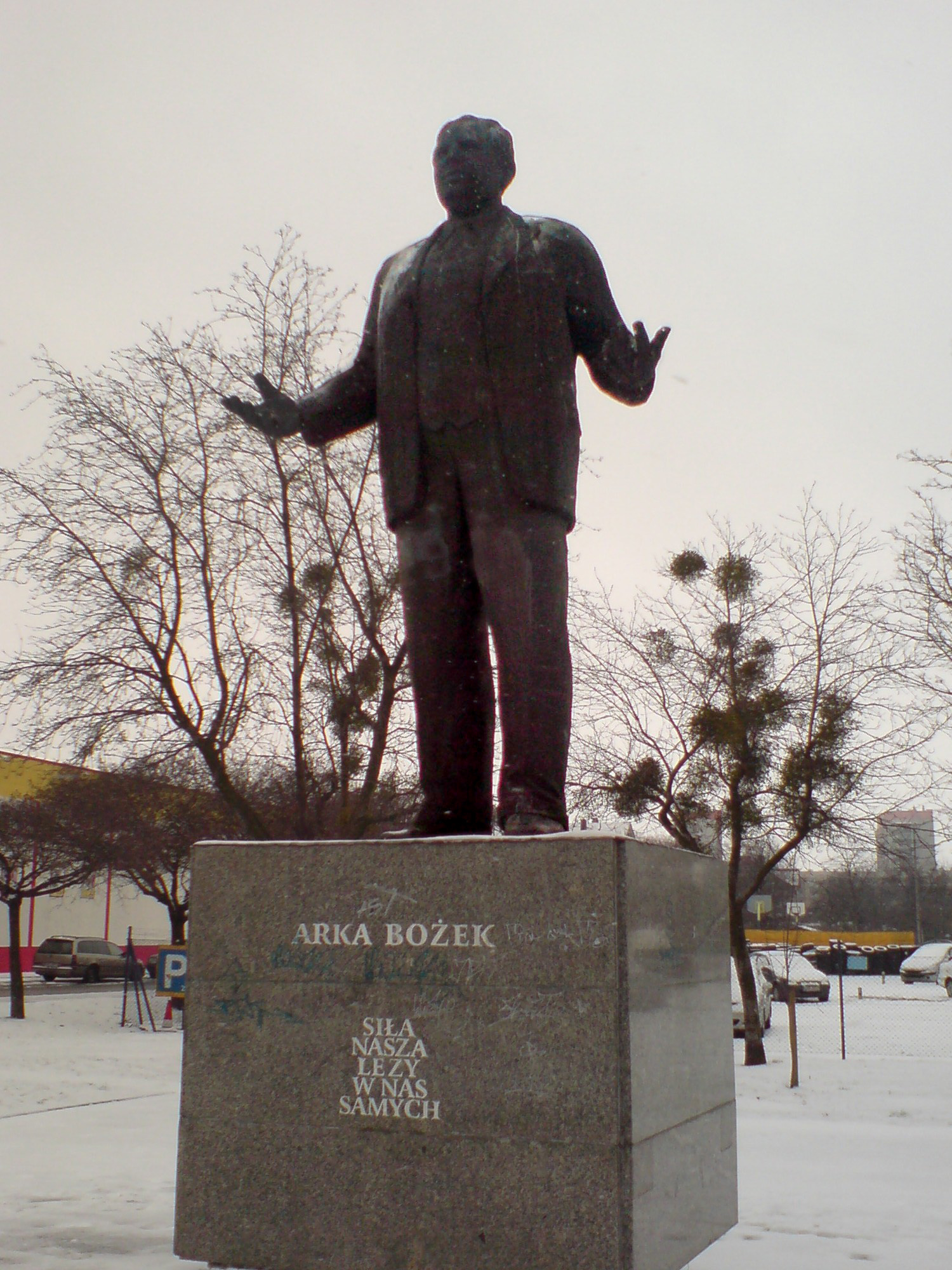
Pomnik Arki Bożka w Raciborzu

Arka Bożek, właśc. Arkadiusz Bożek (ur. 12 stycznia 1899 w Markowicach, zm. 28 lub 29 listopada 1954 w Katowicach) – polski działacz na Śląsku Opolskim, członek Rady Narodowej RP (1939–1945), wicewojewoda śląski (1945–1950), poseł do Krajowej Rady Narodowej (1946–1947) i Sejmu Ustawodawczego (1947–1952).

## Życiorys
Urodził się 12 stycznia 1899 w Markowicach k. Raciborza (obecnie dzielnica Raciborza) w chłopskiej rodzinie Karola i Bernardyny ze Sławików. W dzieciństwie mówił po czesku i po polsku. Ukończył niemiecką szkołę podstawową, dokształcał się w szkole wieczorowej. Przebudzenie narodowe miało u niego miejsce dzięki lekturze powieści Krzyżacy Henryka Sienkiewicza w języku niemieckim i wizycie na odsłonięciu Pomnika Grunwaldzkiego w Krakowie w 1910.
W latach I wojny światowej walczył jako ochotnik w wojsku niemieckim we Francji (nad Marną) i Włoszech (nad Isonzo). Na froncie zachodnim został czterokrotnie ranny, za odwagę awansował do stopnia sierżanta. W kontaktach z socjalistami nabrał lewicowych przekonań. Gdy powrócił do rodzinnych Markowic, przejął po rodzicach 9-hektarowe gospodarstwo, ożenił się z Jadwigą Komor, organizował spółdzielczość oraz zajął się działalnością polityczną.
Początkowo interesował się Związkiem Spartakusa kierowanym w Raciborzu przez Tomasza Pilarskiego, ale zerwał z nim w związku ze stanowiskiem organizacji na sprawy narodowe. Następnie związał się z polskim ruchem narodowym. W 1919 został polskim radnym gminy Markowice.
Dzięki Sylwestrowi Janoszy wstąpił do Polskiej Organizacji Wojskowej Górnego Śląska W czasie I powstania śląskiego w porozumieniu z POW Górnego Śląska, wysadził strategiczny most na Odrze. 2 maja 1920 walczył z niemieckimi bojówkami w Raciborzu. Uczestniczył w przygotowaniach do plebiscytu w 1921. W III powstaniu śląskimi służył w 2 kompanii 4 Raciborskiego Pułku Piechoty, a następnie był łącznikiem z aliancką Komisją Międzysojuszniczą.

### Działalność w Republice Weimarskiej i III Rzeszy (1922–1939)
Gdy po podziale Śląska został delegatem w Polsko-Niemieckiej Komisji Mieszanej ds. Górnego Śląska, zyskał sobie szacunek również drugiej strony swoim obiektywizmem i ugodowością. Od 1923 działał we władzach naczelnych Związku Polaków w Niemczech – był wiceprezesem I Dzielnicy. W 1924 wybrano go na wójta Markowic. W tym samym roku zyskał mandat posła na sejmiki: prowincjonalny w Opolu i powiatowy w Raciborzu, kandydując z ramienia Polsko-Katolickiej Partii Ludowej.
Zajmował się również publicystyką – w 1924 napisał dwie sztuki teatralne wyszydzające politykę niemiecką wobec Polaków na Górnym Śląsku. Wydał też broszurę pt. Co chłopa boli na Śląsku Opolskim? o charakterze lewicowym oraz książeczkę pt. Po 15 lipca 1937 roku? dotyczącą wygaśnięcia umowy genewskiej gwarantującej prawa mniejszościom narodowym na terenie rejencji opolskiej.
W dniu 31 grudnia 1938 niemieckie Gestapo nakazało Bożkowi w ciągu 4 tygodni opuścić Górny Śląsk. Wyjechał do Berlina i tam pracował w centrali Związku Polaków w Niemczech, raz po raz wygłaszając odczyty związane ze sprawami Górnego Śląska.
W styczniu 1939 opublikował w Berlinie artykuł pt. Arka Bożek do ludu polskiego w Niemczech, wzywający do oporu przed germanizacją. 29 maja 1939 Gestapo dokonało nieudanego zamachu na jego życie, w związku z czym ewakuował się w czerwcu przez Chojnice i Warszawę do Katowic.

### Emigracja (1939–1945)
We wrześniu 1939 wyjechał z kraju, dotarł przez Rumunię, Jugosławię i Grecję do Francji, gdzie 21 grudnia 1939 został mianowany przez prezydenta RP Władysława Raczkiewicza członkiem Rady Narodowej RP. Następnie udał się razem z gen. Józefem Hallerem do USA, celem nawiązania łączności z tamtejszą emigracją. W grudniu 1940 ogłosił list otwarty do Stanisława Cata-Mackiewicza, którego już wcześniej krytykował za ugodowe stanowisko po kapitulacji Francji, i doprowadził do wytoczenia mu w Londynie procesu honorowego pod zarzutem sympatii wobec nazizmu (sądowi przewodniczył gen. Lucjan Żeligowski).

### Okres po 1945

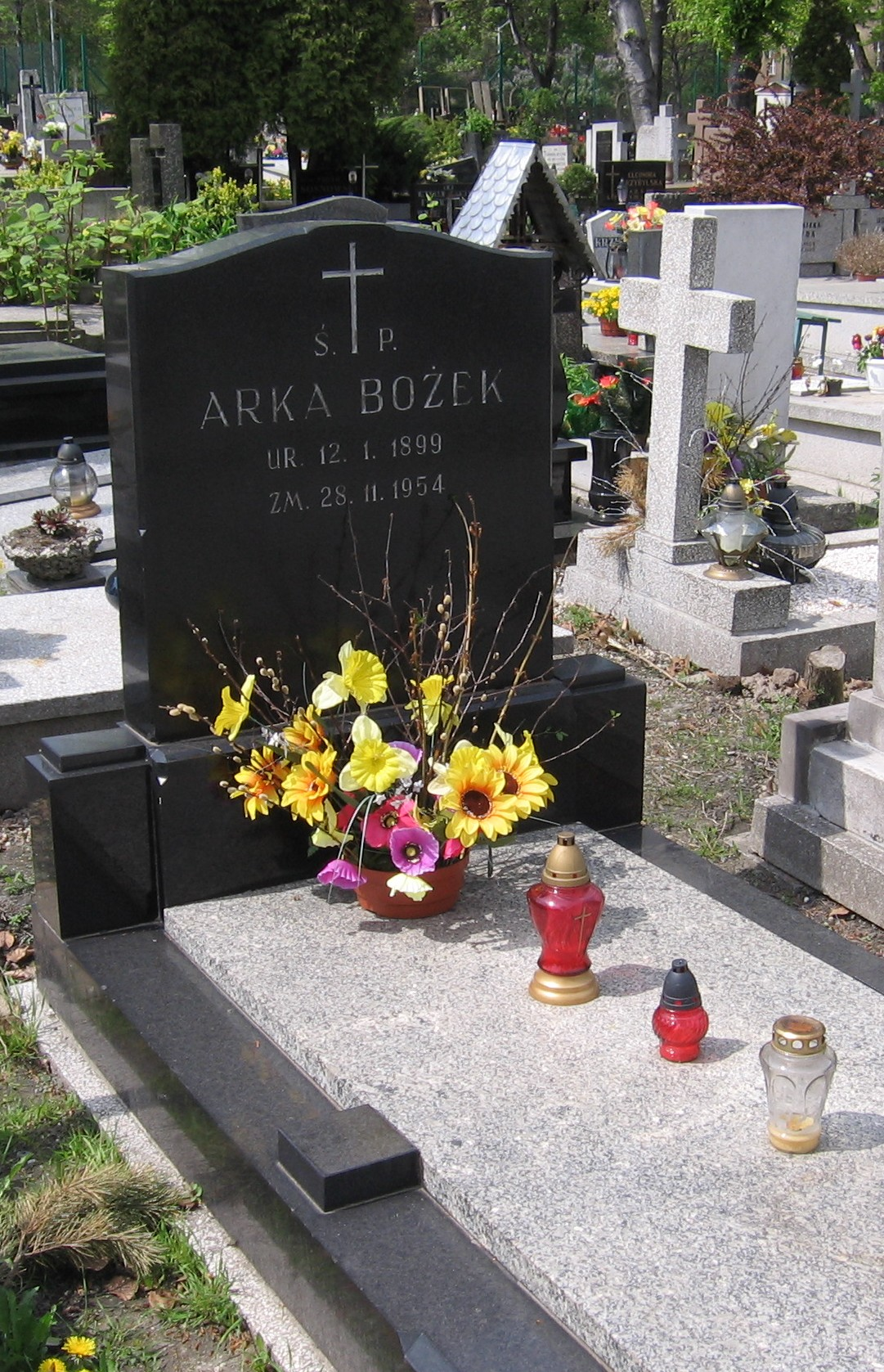
Grób Arki Bożka

Po zakończeniu wojny Bożek wrócił na Górny Śląsk i został mianowany wicewojewodą śląsko-dąbrowskim. W tym czasie był członkiem PSL, od 1946 PSL „Nowe Wyzwolenie”, a od 1947 SL. Był także zastępcą pełnomocnika rządu na Śląsk Opolski, gdzie kierował akcją weryfikacyjną i osadniczą. Często stawał w obronie miejscowej ludności, zarówno przed bezmyślnością władz, jak i agresją nowo przybyłych Polaków.
W 1946 objął mandat posła do Krajowej Rady Narodowej, a w 1947 mandat posła do Sejmu Ustawodawczego. Szefował zarządowi Towarzystw Uniwersytetów Ludowych.
Po 1948 w ramach „walki z przedwojenną reakcją” zaczęto go odsuwać od działalności publicznej. Po zjednoczeniu SL i PSL był prezesem WKW ZSL w Katowicach.
W sierpniu 1950 ze względów politycznych został usunięty ze stanowiska wicewojewody śląskiego.
Zmarł w 1954 w Katowicach po długiej ciężkiej chorobie. Pośmiertnie w 1957 ukazały się jego Pamiętniki, które otrzymały nagrodę pisma „Polityka”.
Został pochowany w Katowicach na cmentarzu przy ulicy Sienkiewicza.

## Ordery i odznaczenia
- Krzyż Komandorski Orderu Odrodzenia Polski (pośmiertnie, 30 listopada 1954)[5]
- Krzyż Srebrny Orderu Virtuti Militari (24 kwietnia 1946)[6]
- Złoty Krzyż Zasługi (18 stycznia 1946)[7]
- Śląski Krzyż Powstańczy

## Upamiętnienie
22 lutego 1980 w Warszawie jednej z ulic na terenie obecnej dzielnicy Bemowo zostało nadanie imię Arki Bożka. 9 maja tego samego roku w Raciborzu odsłonięto pomnik Arki Bożka, którego autorem jest rzeźbiarz Augustyn Dyrda.
Jego imieniem nazwane są również osiedla mieszkaniowe w Bytomiu i Jastrzębiu-Zdroju oraz ulice w Mysłowicach, Koszalinie, Opolu, Katowicach, Prudniku, Kędzierzynie-Koźlu, Jemielnicy, Rybniku, Krapkowicach i Kuźni Raciborskiej.